# Collins (månekrater)
 For alternative betydninger, se Collins. (Se også artikler, som begynder med Collins)
Collins er et meget lille nedslagskrater på Månen. Det befinder sig på Månens forside i den sydlige del af Mare Tranquillitatis og er opkaldt efter den amerikanske astronaut Michael Collins (født 1930).
Navnet blev officielt tildelt af den Internationale Astronomiske Union (IAU) i 1970. 
Før det blev omdøbt af IAU, hed dette krater "Sabine D". 

## Omgivelser
Collinskrateret ligger omkring 25 km nord for Apollo 11´s landingssted. Krateret er det centrale medlem af en række på tre kratere, som er navngivet til ære for besætningen på Apollo 11. Omkring 15 km mod vest-nordvest ligger landingsstedet for Surveyor 5 månesonden. 

## Måneatlas
- Billeder af Collinskrateret i LPI-måneatlasset